# Nàpols
|  | Per a altres significats, vegeu «Nàpols (desambiguació)». |

Nàpols (en italià Napoli, en napolità Napule) és la ciutat més poblada del sud d'Itàlia i la ciutat amb més densitat de població del país. Nàpols és la capital de la ciutat metropolitana de Nàpols i de la regió de la Campània. La ciutat supera el milió d'habitants (anomenats napolitans, -nes), i els quatre milions si considerem la seva àrea metropolitana. Està situada a mitjan camí entre el Vesuvi i una altra àrea volcànica, els Campi Flegrei.
Nàpols té una gran riquesa històrica, artística, cultural i gastronòmica. El napolità és una llengua romànica ben diferenciada de l'italià.

## Toponímia
El nom actual de Nàpols prové del grec neapolis, 'ciutat nova'.

## Història
Tots els escriptors antics la presenten com a ciutat grega i colònia de Cumes (Cumae). Seymnus Chius diu que fou fundada per la predicció d'un oracle; Estrabó diu que fou colònia de Cumes, però que també rebé un grup de colons de Calcis i Atenes i algunes de les illes properes i que per això es deia «Nova ciutat» (Neàpolis). Eustatius, nadiu de la ciutat, també parla del seu origen calcídid, però probablement es refereix al fet que Cumes era colònia calcídica. A la rodalia hi havia una ciutat dita Palaepolis (Vella ciutat) i abans Partènope (Parthenope), cosa que indicaria que era un establiment anterior, però en tot cas les relacions entre ciutats no són clares i Palaepolis no és esmentada per cap autor grec.
Philargyrius esmenta l'historiador Lutaci com a font d'una història segons la qual Cumes hauria fundat una colònia que després s'abandonà per la circumstància d'un eclipsi vist com a mal auguri, i que un oracle ordenà de reconstruir la ciutat i donar-li el nom de nova ciutat (i per tant la vella ciutat n'hauria agafat el nom amb relació a la nova, i no al revés). Palaepolis és esmentada per Esteve de Bizanci amb el nom de Parthenope, com a ciutat d'Opícia (Campània) i per Estrabó com a colònia ròdia. La situació de Palaepolis no és indicada, però no era lluny de Neàpolis.
Livi diu que la ciutat vella va subsistir, fou sobrepassada per la riquesa de la nova, però no va desaparèixer.
Les dues ciutats van caure sota domini dels samnites, com tota la Campània. Palaepolis atacà algun cop els campanis, aliats de Roma, i Roma li declarà la guerra. La ciutat admeté 2.000 soldats de Nola i 4.000 samnites. El cònsol Publilius Philo ocupà una posició entre Palaepolis i Neapolis i tallà les comunicacions entre ambdues i amb els samnites. Palaepolis se sotmeté a Roma al cap d'un any per decisió dels caps locals Charilaus i Nymphius, i Neàpolis fou capturada més tard i foren admeses en la pau en termes favorables i les seves llibertats garantides per tractat.
Després d'això Palaepolis desaparegué de la història i Neàpolis no parà de créixer. Nominalment Neàpolis fou una foederata civitas, però en la pràctica estava sota domini romà. El tracte que rebia la ciutat era tan bo que quan totes les ciutats d'Itàlia obtingueren la ciutadania romana, després de molta lluita, Neàpolis no la volia acceptar.
El 280 aC quan Pirros s'acostà a Neàpolis, la ciutat no trencà la seva lleialtat i Pirros s'hagué de retirar; i en la Segona Guerra Púnica, tot i que el seu territori fou assolat, la ciutat romangué en mans dels romans i continuà sent-los una fidel aliada. A partir de l'obtenció de la ciutadania, amb la llei Júlia, esdevingué una ciutat municipal ordinària, però no per això va perdre importància ni prosperitat.
La seva població continuava sent totalment grega. Això afavorí que els romans rics la triessin com a residència secundària o per fer-hi estudiar els fills. El 82 aC la guerra civil entre Gai Mari i Sul·la comportà una matança a la ciutat per un exèrcit de Sul·la, que hi havia entrat a traïció; però se'n recuperà aviat. Sota l'imperi mantingué un bon nivell de prosperitat i hi apareixen inscripcions amb el títol de colònia, que no se sap de segur quan obtingué, si bé segons Petroni fou en temps de Claudi o de Tit Flavi Sabí Vespasià, o dels Antonins.
Eren possessió de Neàpolis les illes Capreae (Capri) i Aenaria (Ischia), però la segona li fou arrabassada no se sap ben bé quan, probablement en el moment de la submissió, i Capri se l'annexionà l'imperi en temps d'August a canvi del retorn d'Aenaria.
Fou a Nàpols, al Castel dell'Ovo (o castell de l'Ou), on Ròmul Augústul, l'últim emperador de l'Imperi Romà d'Occident, fou empresonat després de ser-ne destituït l'any 476.
Va passar als ostrogots sense lluita i fou conquerida per Belisari, el 536, després d'un llarg setge, i part dels habitants foren executats; Tòtila la reconquerí el 542, però Narses no tardà a recuperar-la, i des de llavors fou seu d'un dux romà d'Orient depenent de l'exarca de Ravenna. Encara era una ciutat important al segle viii, quan esdevingué de fet ducat independent, posició que conservà fins a la conquesta normanda el 1140.
Els seus edificis, museus i, fins i tot, el seu idioma estan marcats per tots els períodes de la història, des de la fundació grega fins avui dia.

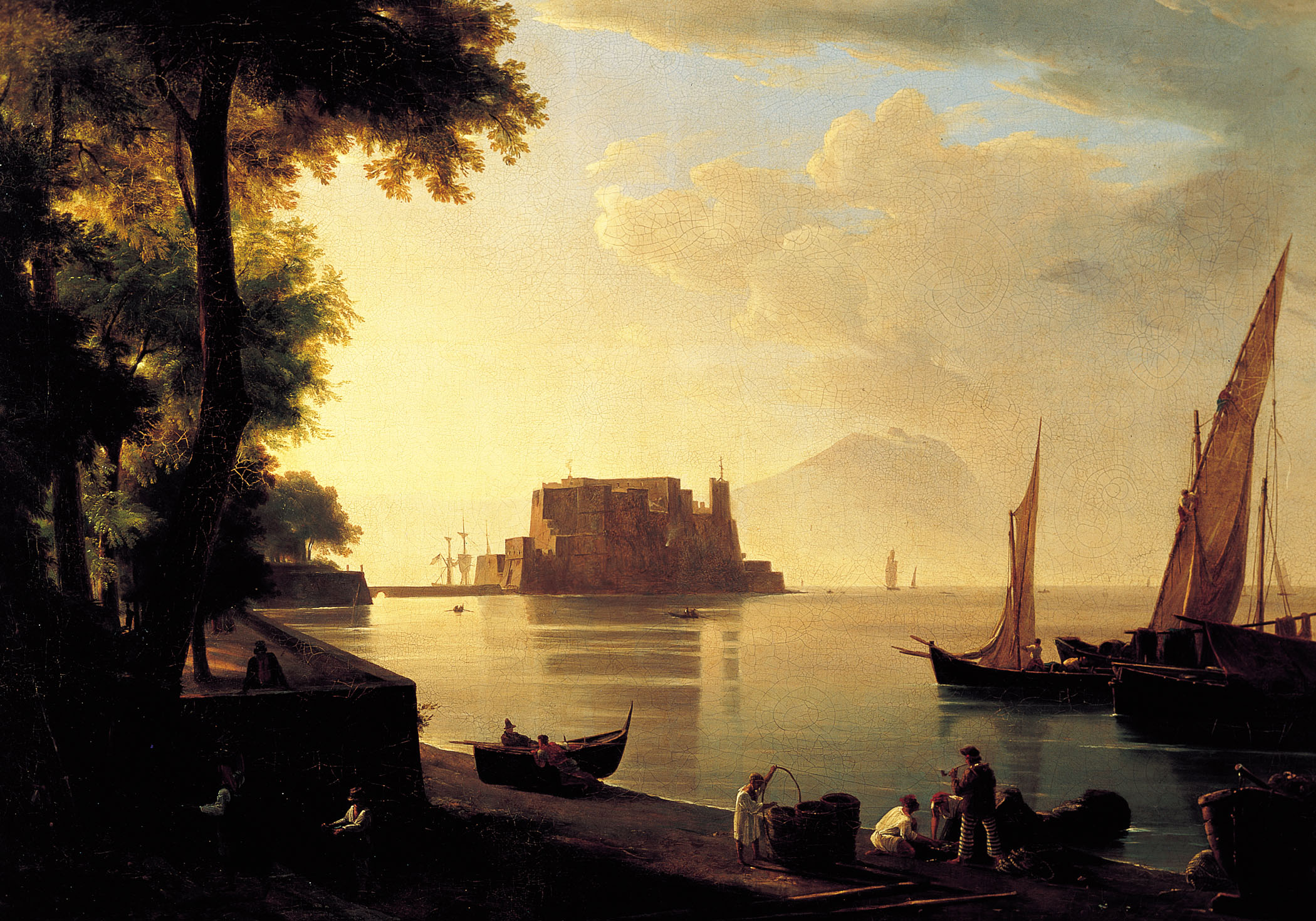
Imatge romàntica del Castel dell'Ovo des de la platja

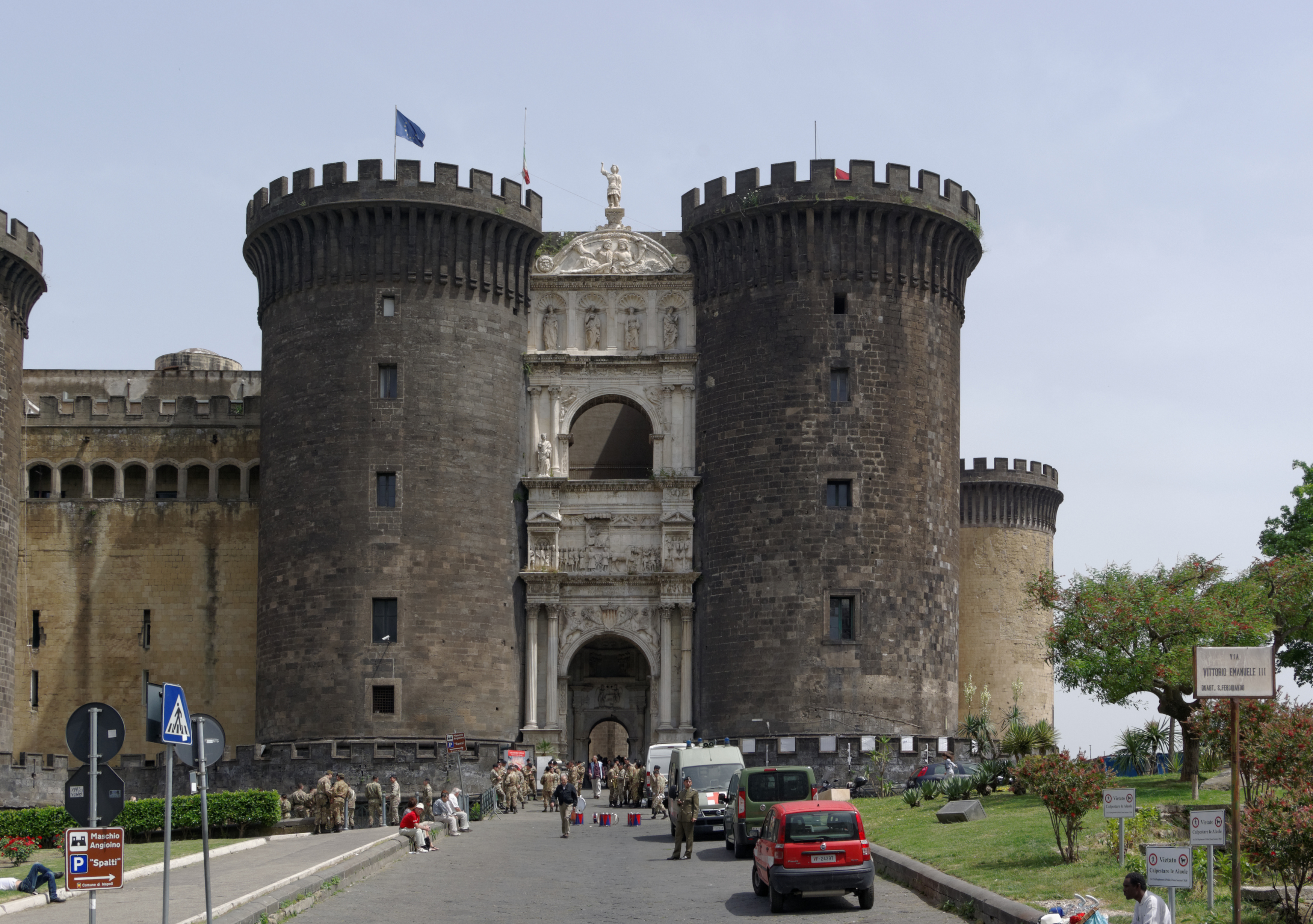
El Castel Nuovo, amb l'arc de triomf d'Alfons el Magnànim

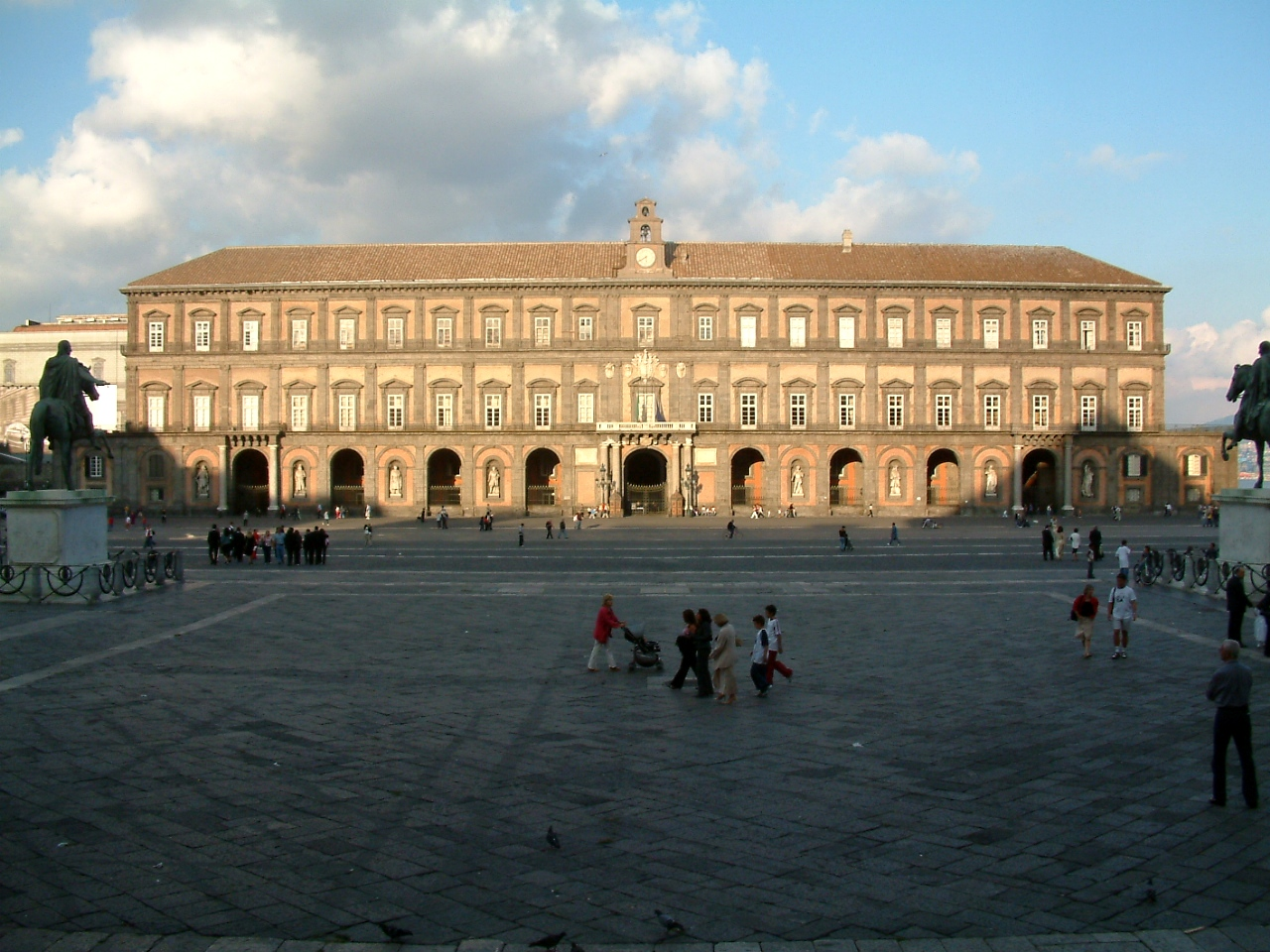
El Palau Reial i la Piazza Plebiscito

Frederic II Hohenstaufen fundà la Universitat de Nàpols el 1224. El 1266, el papa Climent IV va assignar Nàpols i el Regne de Sicília a Carles d'Anjou, que en desplaçà la capital de Palerm a Nàpols. El 1284, el regne es dividí en dos, i s'atorgaren tots dos el nom de Regne de Sicília. Les dues parts eren separades fins al 1816, any en què formaren el Regne de les Dues Sicílies. Estigué sota dominació de la corona catalanoaragonesa a partir del setge de 1437 - 1442; el 2 de juny de 1442 Alfons el Magnànim guanyà tots els seus enemics: la República de Florència, la República de Venècia, el papat, i els partidaris angevins a Nàpols. Carles V l'heretà el 1516 (en virtut del tractat de Granada, signat el 1500 entre Ferran el Catòlic i Lluís XII de França per repartir-se el Regne de Nàpols) i passà als Habsburg espanyols, fins al 1715, any en què Nàpols passà a ser austríaca, fins al 1734. Sota el regnat del monarca Carles de Borbó, rei de les Dues Sicílies (Utriusque Siciliarum), conegut més endavant com a Carles III d'Espanya, aconseguiren la independència.
L'any 1799 una revolució jacobina (amb el suport de l'exèrcit francès) originà la República Partenopea, que durà ben poc: de gener a juny del mateix any.
A Nàpols trobem el Teatro San Carlo, el teatre d'òpera més antic d'Europa, que tingué una frenètica activitat fins almenys el 1861, quan el regne fou conquerit pels garibaldins i lliurat al rei de Sardenya. L'octubre del 1860, un plebiscit significà la fi del Regne de Sicília i el naixement de l'estat italià.
La inauguració del funicular al Vesuvi donà lloc a la famosa cançó Funiculì funiculà, una més dins de la llarga tradició de la cançó napolitana. Fora d'Itàlia hi ha moltes cançons napolitanes ben conegudes, com ara 'O sole mio, Santa Lucia i Torna a Surriento.
El 7 d'abril de 1906 el Vesuvi, que s'alça prop de la ciutat, entrà en erupció: destruí Boscotrecase i causà danys seriosos a Ottaviano. El 1944, fou l'última erupció fins ara d'aquest volcà, espectacular i devastadora. Les imatges d'aquesta darrera erupció es feren servir en la pel·lícula La guerra dels mons.

## Clima
A causa de la proximitat al mar, com la majoria de les ciutats banyades pel mar Tirrè i el Mediterrani, el clima de Nàpols en general és suau, amb poca diferència entre l'hivern i l'estiu. A l'hivern la temperatura mitjana és de 8 °C al gener i a l'estiu a prop de 23 °C al juliol. Les precipitacions són d'aproximadament 1.000 mm anuals, i les pluges es concentren al començament del període hivernal. No obstant això, Nàpols és la segona ciutat més assolellada d'Itàlia, després de Salern.
Les característiques principals del relleu són el golf de Nàpols i la carena muntanyosa del voltant de la ciutat, en la qual hi ha el Vesuvi.
Nàpols gaudeix d'un clima mediterrani amb estius calorosos i secs, excepte en casos excepcionals. La resta de l'any està marcat per curts i violents temporals que poden arribar a llargues tempestes destructives, com ara les del 15 de setembre del 2001 (més de 80 mm) i 21 de juny del 2009 (70 mm en 40 minuts).

## Golf de Nàpols

El golf de Nàpols des del Castell de Sant'Elmo

El golf de Nàpols (Golfo di Napoli, en italià) és a la costa sud-oest d'Itàlia. Al golf hi ha, al nord, la ciutat de Nàpols i la de Pozzuoli. Com a llocs destacats trobem l'antiga ciutat romana de Pompeia i el volcà Vesuvi, situat a l'est del golf. Al sud, tancant el golf, hi ha la península sorrentina, la principal ciutat del qual és Sorrento. Aquesta península separa el golf de Nàpols del golf de Salern. Aquest minúscul golf es troba al mar Tirrè, que al seu torn pertany al Mediterrani.

## Demografia
Nàpols és la ciutat més gran de la Itàlia meridional i una de les més grans d'Itàlia, amb una població d'1.200.449 habitants. Els darrers anys del segle xx va perdre molta població, però el 2004 la població ha començat a créixer a un ritme del 7,9% anual, la qual cosa la converteix en la metròpoli que més creix d'Europa. Té una població metropolitana de 4,2 milions d'habitants. A diferència de moltes ciutats europees, hi ha pocs immigrants a Nàpols a causa de la pobresa i la inseguretat. El 2004 hi havia 40.413 estrangers a Nàpols, un 1,3% de la població total. Com moltes altres ciutats d'Europa occidental, Itàlia ha anat testificant una gran afluència d'europeus de l'Est, molts dels quals són treballadors d'Ucraïna, Polònia, Albània, i Romania.

## Govern

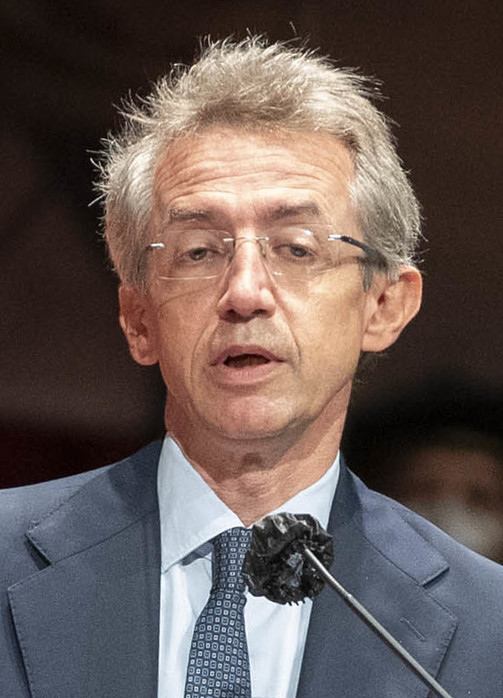
Gaetano Manfredi, alcalde de Nàpols

Les deu municipalità de Nàpols

Fins al 2005 la ciutat estava dividia en 21 circoscrizioni (districtes), però l'ajuntament va decidir reorganitzar l'administració en deu municipalità més homogènies entre si i amb una població mitjana d'uns 100.000 habitants cadascuna. Al seu torn, les municipalitats es componen de dos o més barris (quartieri). La divisió és la següent:
- Municipalità 1 - San Ferdinando - Chiaia - Posillipo
- Municipalità 2 - San Giuseppe - Montecalvario - Avvocata - Mercato - Pendino - Porto
- Municipalità 3 - Stella - San Carlo all'Arena
- Municipalità 4 - Vicaria - San Lorenzo - Poggioreale - Zona Industriale
- Municipalità 5 - Vomero - Arenella
- Municipalità 6 - Ponticelli - Barra - San Giovanni a Teduccio
- Municipalità 7 - Miano - Secondigliano - San Pietro a Patierno
- Municipalità 8 - Chiaiano - Piscinola - Scampia
- Municipalità 9 - Soccavo - Pianura
- Municipalità 10 - Bagnoli - Fuorigrotta

Un canvi imminent en l'administració urbana serà la implantació de la città metropolitana, un òrgan de govern dissenyat per a 9 grans àrees urbanes italianes i que en un principi tindria les funcions de la província de Nàpols i algunes altres de l'ajuntament i de la regió de Campània. L'objectiu és gestionar d'una manera integrada aquesta àrea metropolitana, que inclou els 92 municipis de la província i també alguns d'altres províncies, com ara la ciutat de Caserta.

## Transports i comunicacions
Continua estant ben comunicada amb Sicília i Palerm. Nàpols té un important port al golf homònim damunt la mar Tirrena, que el comunica, per exemple, amb Càller, Gènova i Palerm. Té l'aeroport internacional de Capodichino, i bones comunicacions ferroviàries amb Roma i Salern per l'Estació Central de Nàpols, entre d'altres.

## Llocs d'interès
Nàpols és una ciutat que rep molts turistes, no sols per ella mateixa, sinó perquè d'ací s'arriba a altres punts propers com Pompeia, el Palau Reial de Caserta, a les illes de Capri, Ischia i Procida o a la costa amalfitana. El nombrós patrimoni de la ciutat ha sigut revaloritzat des de la dècada dels noranta, amb activitats com el Maig dels Monuments i ha aconseguit la seua declaració com a part del Patrimoni de la Humanitat el 1995.

### Edificis civils
- Castel dell'Ovo (Castell de l'Ou): és part integrant del paisatge del golf de Nàpols. Té aquest nom perquè una llegenda diu que Virgili va amagar un ou que suporta tota l'estructura i que si s'arriba a trencar provocaria l'esfondrament de tot el castell i la ciutat seria víctima de grans catàstrofes. Està situat a l'illot Megaride, on es fundà Partènope, l'origen de la ciutat. Posteriorment formaria part de la luxosa vil·la de Luci Licini Lúcul; Valentinià III la fortificà i anys més tard va hostatjar a Ròmul Augústul, últim emperador romà, que morí poc després. Fou arrasada pels mateixos napolitans al segle x per evitar que caiguera en mans dels saracens. Més tard fou reconstruït durant la dominació normanda al 1128 i la catalanoaragonesa. Actualment és permesa l'entrada al públic.

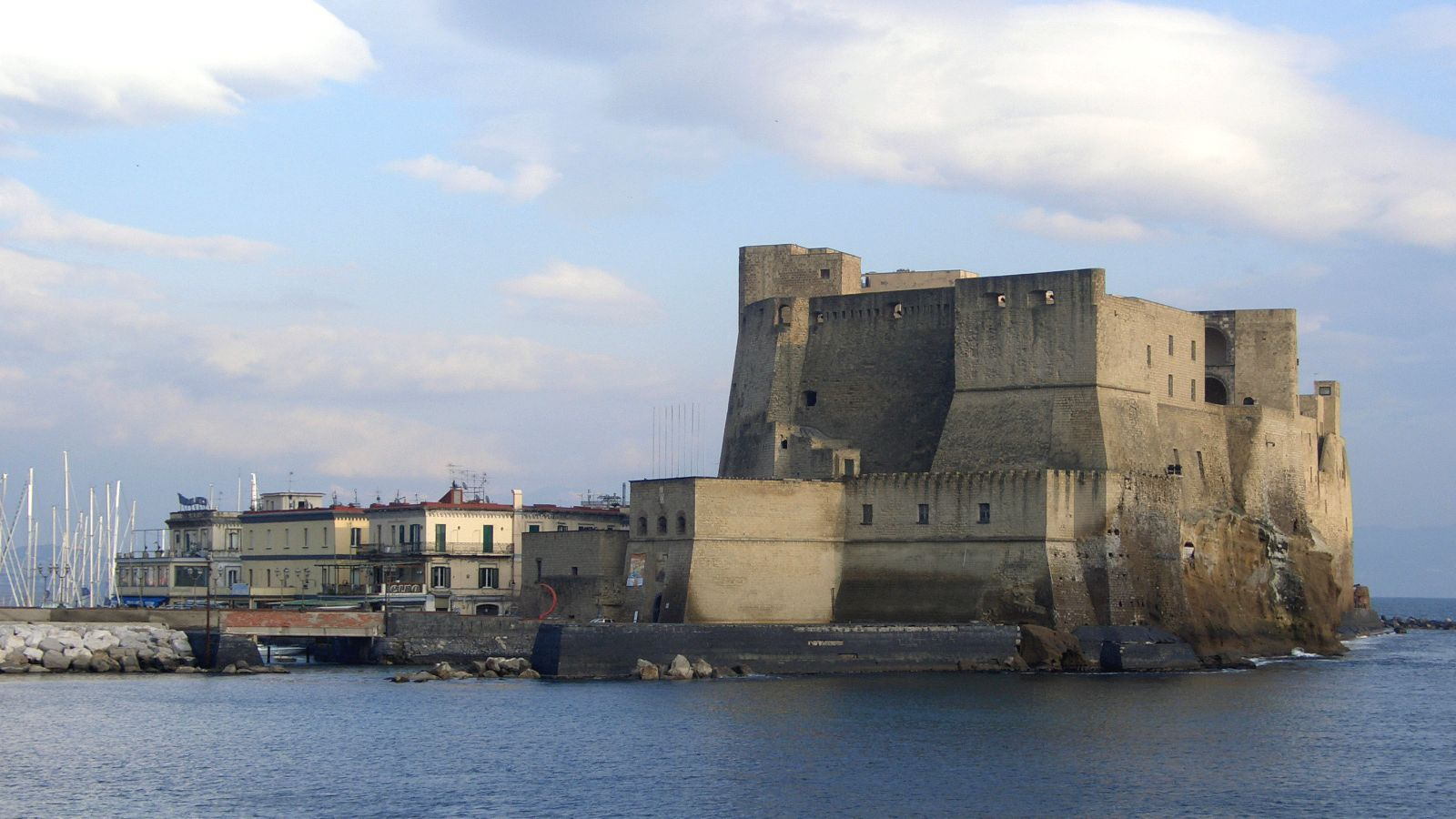
El Castel dell'Ovo a l'illot de Megaride

- Castel Capuano: construït per ordre de Guillem I de Sicília, primer rei del Regne de Nàpols fundat pels normands. Rep el nom per estar situat al camí cap a Càpua. Quan el Sacre Imperi Romanogermànic va conquerir el regne, la capital passà a ser Palerm, la qual cosa en provocà el deteriorament per abandó. Quan la corona catalanoaragonesa conquista el sud d'Itàlia, Nàpols torna a ser la capital i comença la remodelació de l'edifici. Durant 500 anys el castell s'utilitzà com a seu dels tribunals; avui dia la seua arquitectura contrasta amb la dels gratacels del Centro Direzionale.
- Castel Nuovo, conegut també com a Maschio Angioino, va ser construït entre 1279 i 1282 per Carles I d'Anjou, com a palau reial de la seua dinastia. S'hi entra a través del monumental arc de triomf d'Alfons el Magnànim.
- Castel Sant'Elmo
- Palau Reial de Nàpols
- Palau de Capodimonte
- Teatro di San Carlo
- Museu Arqueològic Nacional de Nàpols

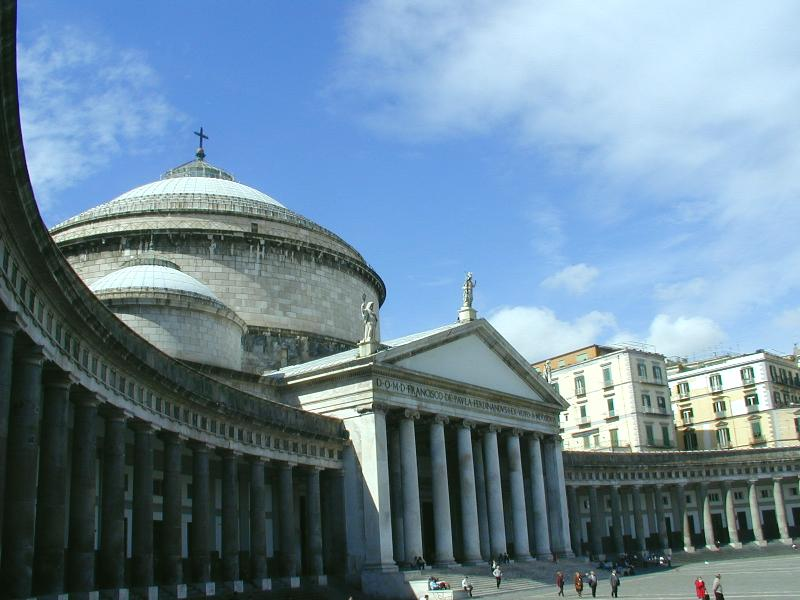
Basílica de Sant Francesc de Paula, a la plaça del Plebiscit

### Edificis religiosos
- Catedral de Nàpols
- Basílica de Sant Francesc de Paula
- Basílica de San Paolo Maggiore
- Església de San Domenico Maggiore
- Basílica de San Lorenzo Maggiore
- Basílica de Santa Clara
- Santa Maria la Nova
- Església de Sant'Anna dei Lombardi
- San Giovanni a Carbonara
- Cappela San Severo

## Curiositats napolitanes

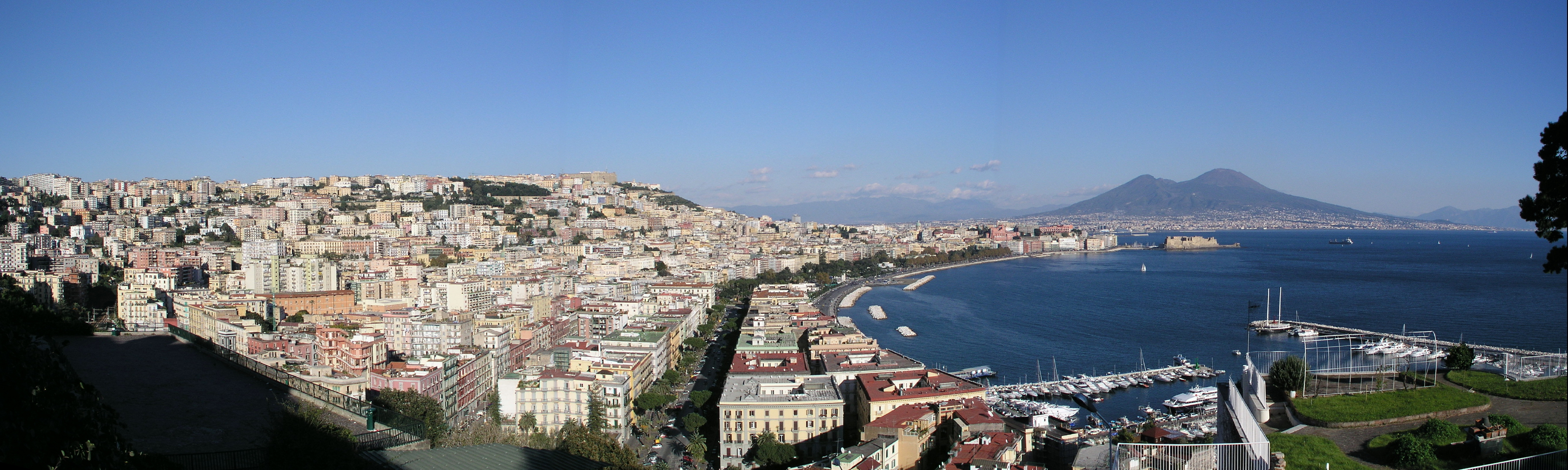
El golf de Nàpols vist des del Posillipo; al final del passeig marítim de Chiaia hi ha el Castel dell'Ovo, just a sota del Vesuvi

Cada any, 19 de setembre, aniversari de la mort de sant Genar, patró de la ciutat, es repeteix des de fa 400 anys la liquació de la sang del sant, considerat un miracle per l'Església catòlica.

## Gastronomia
Nàpols és, per tradició, la ciutat que va donar origen a la pizza. Els napolitans afirmen que la «pizza autèntica» només es pot trobar a la seva ciutat. La salsa napolitana (ragù napoletano o ragù alla napoletana) és una altra preparació culinària local que es coneix arreu del planeta.
A Nàpols també hi té fama la fabricació de gelats.

## Napolitans cèlebres
Categoria principal: Napolitans
- Giuseppe Sanmartino (1720-1793), escultor
- Giovanni David (1790-1860), tenor
- Ernesto de Curtis, compositor de cançó popular napolitana,
- Francesco Mazzoleni, tenor,
- Sixt Riario Sforza, cardenal de la Cúria romana,
- Giovanni Riario Sforza, mariner i compositor,
- Carlo Albanesi, compositor i director d'orquestra,
- Antonio Orsini, pianista i compositor,
- Enrico Golisciani, llibretista,
- Gian Lorenzo Bernini, escultor, arquitecte i pintor,
- Giordano Bruno, filòsof,
- Enrico Caruso, tenor,
- Francesco Cilea, compositor,
- Domenico Cimarosa, compositor,
- Benedetto Croce, filòsof,
- Eduardo De Filippo, comediògraf i actor,
- Sergio de Simone, noi de 7 anys assassinat el 21 d'abril 1945 al camp de concentració a l'Escola del Bullenhuser Damm,
- Erri De Luca (1950), escriptor i traductor,
- Enrico De Nicola, polític,
- Nicola Fergola, matemàtic,
- Ruggero Leoncavallo, compositor,
- Giovanni Leone, polític,
- Giovanni Paisiello, compositor,
- Rosina Penco (1823-1894), soprano,
- Giovanni Battista Pergolesi, compositor,
- Domenico Scarlatti, compositor,
- Massimo Troisi, actor,
- Giambattista Vico, filòsof i historiador,
- Fabio Cannavaro, futbolista,
- Paolo Cannavaro, futbolista,
- Genar Parise, compositor,
- Antonio Francesco Gaetano Saverio Pacini, compositor,
- Enrico Sarria, compositor d'òperes,
- Leopold Mugnone, compositor d'òperes i director d'orquestra,
- Vincenzo Battista, compositor d'òperes,
- Ferdinando Tommasi, compositor d'òperes,
- Luca Valerio, matemàtic,
- Elena Ferrante, escriptora,
- Césare Rossi, pianista i compositor,
- Lorenzo Filiasi (1878-1963), compositor,
- Giuseppe Battaglini (1826-1894), matemàtic,
- Fortunato Raientroph (1812-1878), compositor d'òperes,
- Salvatore Cherubino (1885-1970), matemàtic,
- Luigi Amoroso (1886-1965), economista i matemàtic,
- Francesco Tricomi (1897-1978), matemàtic
- Paolo Sorrentino, cineasta